# Air Rage – Terror in 30.000 Feet
Air Rage – Terror in 30.000 Feet, auch bekannt unter dem Titel Hijackers – Auf Leben und Tod, ist ein US-amerikanischer Action-Thriller aus dem Jahre 2001, mit dem Rapper Ice-T in der Hauptrolle des Elite-Soldaten Matt Marshall. Der Film wurde direkt für den Video- bzw. DVD-Markt produziert.

## Handlung
Colonel Sykes, ehemaliger Offizier der USMC, sprengt wissentlich ein ganzes Dorf unschuldiger Menschen. Um seine daran beteiligten Kameraden nicht hinter Gitter zu bringen, lässt er die Anklage gegen sich richten. Sykes gibt an, Betrugsopfer von General Prescott zu sein, der ihm allem Anschein nach den Befehl ausgehändigt hat, Dutzende Menschen zu töten. Vor Gericht wird der Angeklagte festgenommen. Bei seiner Überführung durch einen Gefangenentransport wird Sykes von seinen ehemaligen Kameraden befreit. Der Kriegsverbrecher und seine Komplizen machen sich auf den Weg zu Prescott, der mittlerweile in eine Passagiermaschine gestiegen ist. Auch sie gehen an Bord und übernehmen in luftiger Höhe von 9000 Meter die Kontrolle über die Boeing B-747. Sie bringen alle Passagiere in den Frachtraum und fordern ein Lösegeld von 100 Mio. US-Dollar, bevor die aus Washington kommende Maschine Los Angeles erreicht.
In Wahrheit hat es Sykes jedoch auf eine CD abgesehen, die General Prescott in seinem Aktenkoffer trägt. Sie enthält Daten von sämtlichen Geheimagenten. Der Generalstab befiehlt, dass ein Einsatzteam von vier Anti-Terror-Spezialisten mittels einer umgebauten Lockheed SR-71 an Bord gebracht wird, um die Entführer zu überwältigen. Sie werden von Chief Petty Officer Matt Marshall angeführt und erreichen tatsächlich das Flugzeug, aber da die Terroristen die Warnlampe für die geöffnete Luke im Cockpit gesehen haben, werden sie erwartet und gleich darauf getötet; lediglich Marshall wird nur verwundet. Sykes erschießt den Kopiloten. Marshall nimmt mit der Flugbegleiterin Kelly den Kampf gegen die Entführer auf. Da die Einsatztruppe keinen Erfolg zu haben scheint, lässt der NSA-Direktor Victor Quinn vier F-16-Kampfflugzeuge aufsteigen, die notfalls den Jumbo-Jet abschießen sollen. Als Kelly Sykes angreift, öffnet sich eine Tür, und Sykes fliegt hinaus. Daraufhin wird der Angriff der F-16 abgebrochen. General Prescotts Begleiter lässt sich mit 10 Mio. US-Dollar bestechen und erschießt den Piloten, wird aber seinerseits von Marshall erschossen. Nun ist keiner mehr an Bord, der den Jumbo-Jet landen kann. Kelly gelingt jedoch die Landung in Atlanta, Georgia, nach den Anweisungen des Towers.

## Trivia
Die F-16-Kampfflugzeuge sind in Wirklichkeit F-15.
Die Bilder der roten Boeing 747 zeigen die „City of Everett“, die erste 747, die gebaut wurde.